# Christine Mboma
Christine Mboma (Divundu, 22 maggio 2003) è una velocista, mezzofondista e lunghista namibiana, medaglia d'argento nei 200 metri piani ai Giochi olimpici di Tokyo 2020.

## Biografia
Nel 2020 si è diplomata campionessa nazionale assoluta della Namibia negli 800 e 1500 metri piani, ottenendo anche il quarto posto nel salto in lungo. Lo stesso anno ha conquistato la medaglia di bronzo ai campionati della regione africana negli 800 metri piani.
Nel 2021, dopo aver conquistato la medaglia d'oro ai campionati namibiani assoluti nei 400 e 800 metri piani, oltreché nella staffetta 4×100 metri dove ha anche fatto registrare il record nazionale, ha preso parte ai Giochi olimpici di Tokyo, dove ha vinto la medaglia d'argento nei 200 metri piani con il tempo di 21"81, prestazione valida come nuovo record del mondo under 20, record africano e record africano under 20.
Capofila stagionale dei 400 m, non ha potuto partecipare a questa distanza a Tokyo per le regole sul testosterone alto che vieta alle atlete la partecipazione alle gare dai 400 metri al miglio, regola che venne introdotta nel 2018 dopo il caso di Caster Semenya, due volte campionessa olimpica sugli 800 metri. La Mboma e la connazionale Beatrice Masilingi, che prima dei Giochi vantava il secondo tempo dell'anno sui 400 metri, sono state escluse a luglio, nonostante fossero ignare della loro condizione.
È allenata da Henk Botha.

## Record nazionali
- 100 metri piani: 10"97 ( Gaborone, 30 aprile 2022)
- 200 metri piani: 21"78 ( Zurigo, 9 settembre 2021)[1]
- 400 metri piani: 48"54 ( Bydgoszcz, 30 giugno 2021)[2]
- Staffetta 4×100 metri: 43"76 ( Nairobi, 22 agosto 2021)

## Progressione

### 200 metri piani
| Stagione | Tempo | Luogo      | Data      | Rank. Mond. |
| -------- | ----- | ---------- | --------- | ----------- |
| 2022     | 21"87 | Gaborone   | 30-4-2021 | 3ª          |
| 2021     | 21"78 | Zurigo     | 9-9-2021  | 3ª          |
| 2020     | 25"05 | Swakopmund | 7-3-2020  |             |

### 400 metri piani
| Stagione | Tempo | Luogo     | Data       | Rank. Mond. |
| -------- | ----- | --------- | ---------- | ----------- |
| 2021     | 48"54 | Bydgoszcz | 30-6-2021  |             |
| 2020     | 51"57 | Windhoek  | 17-12-2020 |             |

### 800 metri piani
| Stagione | Tempo   | Luogo    | Data      | Rank. Mond. |
| -------- | ------- | -------- | --------- | ----------- |
| 2021     | 2'03"27 | Lusaka   | 10-4-2021 |             |
| 2020     | 2'08"78 | Pretoria | 9-12-2020 |             |
| 2019     | 2'17"11 | Réduit   | 6-7-2019  |             |

## Palmarès
| Anno | Manifestazione                  | Sede       | Evento      | Risultato  | Prestazione | Note                                                    |
| ---- | ------------------------------- | ---------- | ----------- | ---------- | ----------- | ------------------------------------------------------- |
| 2019 | Camp. della regione sudafricana | Réduit     | 800 m piani | Bronzo     | 2'17"11     | Miglior prestazione personale                           |
| 2021 | Giochi olimpici                 | Tokyo      | 200 m piani | Argento    | 21"81       | Miglior prestazione mondiale under 20 · Record africano |
| 2021 | Mondiali U20                    | Nairobi    | 200 m piani | Oro        | 21"84       | Record dei campionati                                   |
| 2021 | Mondiali U20                    | Nairobi    | 4×100 m     | Argento    | 43"76       | Record nazionale                                        |
| 2022 | Giochi del Commonwealth         | Birmingham | 200 m piani | Bronzo     | 22"80       |                                                         |
| 2024 | Campionati africani             | Douala     | 100 m piani | Semifinale | 12"00       |                                                         |
| 2024 | Campionati africani             | Douala     | 200 m piani | Semifinale | 24"37       |                                                         |

## Campionati nazionali
- 1 volta campionessa namibiana assoluta dei 400 metri piani (2020)
- 2 volte campionessa namibiana assoluta degli 800 metri piani (2020, 2021)
- 1 volta campionessa namibiana assoluta dei 1500 metri piani (2020)
- 1 volta campionessa namibiana assoluta della staffetta 4×100 metri (2021)

2020
- Oro ai campionati namibiani assoluti, 800 m piani - 2'11"65
- Oro ai campionati namibiani assoluti, 1500 m piani - 5'03"84
- 4ª ai campionati namibiani assoluti, salto in lungo - 4,85 m

2021
- Oro ai campionati namibiani assoluti, 400 m piani - 49"22
- Oro ai campionati namibiani assoluti, 800 m piani - 2'11"96
- Argento ai campionati namibiani assoluti, salto in lungo - 5,45 m
- Oro ai campionati namibiani assoluti, staffetta 4×100 m - 44"78

## Altre competizioni internazionali
2021
- Vincitrice della Diamond League nella specialità dei 200 m piani